# 立岡山
立岡山（たつおかやま）は、兵庫県揖保郡太子町の山（104m）。太子町の中心部に位置する単山で、山頂からは付近の平野の四方を見渡すことができる。
立岡山は、『播磨国風土記』における「御立の阜」に比定されており、品太天皇（応神天皇）がこの山に登り、四方の地を眺め、国見をしたことから名づけられたとされている。

## 阿宗神社
大和朝廷時代には、阿宗神社の前身、北の宮（一の宮）岡ノ峯八幡が祀られた場所でもある。『地誌 播磨鑑』によると、「阿宗神社 広山の郷阿宗村にあり、古老曰わく、今の広山村の八幡がこれで、上代には立岡山にあった。祭神は阿宗親王を祭る由伝える。」とある。すなわち、文治5年（1190）正月、立岡山にあった社を内山城主塩津左衛門尉義経が、自分の領地広山村に遷座したのである（現在の阿宗神社の始まり）。岡ノ峯八幡跡地には、現在、天満宮が祀られている。
一方、広山の阿宗神社は、1355年、足利義詮（後の室町幕府二代将軍）が山名時氏討伐のために本営を置いた場所である。

## 石蜘城（立岡山城）
弘安2年（1279）7月27日、越前島津氏2代目従五位下島津忠行が下揖保庄の地頭職に補任され、立岡山山頂に築いたものが「石蜘城」と伝えられる。

## 笹山の陣
建武2年（1335）、新田義貞勢が京都から「筑紫大道」を駆け下り、播磨国に攻め入った時、本陣「笹山の陣」を置いたのが立岡山北麓の大地である。戦の最中、立岡山から500m北に位置する斑鳩寺の僧たちは勝軍会を催して義貞の戦勝祈願を行った。義貞は四条隆資にこれを報告し、恩賞のあるように書き添えた（斑鳩寺古文書「新田義貞書状写」）。対峙していた赤松則村は、白旗城へ引き上げていったと伝えられている。義貞の白旗城攻めはこの後のことである。

## 古墳
立岡山古墳は、横穴式石室が構築されている古墳時代後期の古墳である。

## 現在の立岡山
立岡山麓には、東西に走る鉄道トンネルが開通しており、山陽新幹線が走っている。登山道により、配水タンクが設置されている頂上にも登れるが、祠があるのみで城があった形跡は現在はみられない。
座標: 北緯34度49分44秒 東経134度34分25秒 / 北緯34.82889度 東経134.57361度